# Camí del Prat (Castellcir)

El Camí del Prat respecte del terme de Castellcir

El Camí del Prat és una pista rural del terme municipal de Castellcir, a la comarca del Moianès.
Arrenca del Camí de Santa Coloma Sasserra uns 200 metres al nord de la urbanització del Prat, a llevant del Quintà Nou i a ponent de les Saleres, i en uns 300 metres arriba a la masia del Prat. Passa entre les Saleres, al nord, i el Camp del Feu, que queda a migdia.

## Etimologia
Com la major part dels camins, el seu nom és de caràcter descriptiu: és el camí que mena al Prat des del Camí de Santa Coloma Sasserra.